# Imgdal
Imgdal  (in arabo امكدال‎?) è un centro abitato e comune rurale del Marocco situato nella provincia di Al Haouz, regione di Marrakech-Safi. Conta una popolazione di 5 467 abitanti (censimento 2014).